# Camp Fistclench

Camp Fistclench (Fist Befæstelse) var en forskningsstation for den amerikanske hær på og inde under den Grønlandske indlandsis 320 km øst for Thule Air Base. Det var i brug fra 1957 til 1960. Den fungerede som støttelejr til den meget større Camp Century.

## Historie
Den Amerikanske Hær indledte et forsknings-og udviklingsprogram for at lette de fortsatte militære operationer i polar området i 1953. Dette indebar et forsknings-og udviklingsprogram i Grønland. Polarområdet havde stor strategisk betydning under den Kolde Krig, da det er den korteste vej mellem Sovjetunionen og de Forenede Stater for bombefly og missiler. Formålet med det grønlandske forskning og udviklingsprogram var at finde løsninger på "teknikske problemer", som  krævedes for at udvikle, vedligeholde og forsyne lejre på Grønlands indlandsis. I 1953 besøgte et team af hærens forskere Grønland for at undersøge de specifikke problemer bag det at opføre lejre på indlandsisen. Disse problemer inkluderede brugen af sne som et bygningsmateriale, fundering på sne, problemer omkring beboelse, herunder el, vandforsyning og spildevand.
Undersøgelser på indlandsisen begyndte i 1954 på Site II (betegnet "Fistclench"), som ligger 350 km øst for Thule Air Force Base i en højde af 2.000 meter over havet. Det blev bl.a. undersøgt om det var muligt at bruge en schweizisk snerydningsmaskine (Peter Snow Miller) til at bore ind til indlandsisen. Succesen med dette førte til etablering af en lejr under isen ved navn "Camp Fistclench" i 1957. Det korps af Ingeniører , der var tilknyttet den amerikanske hærsforskning organisationer til projektet blev kaldt: Snow, Ice and Permafrost Research Establishment  (SIPRE), Arctic Construction and Frost Effects Laboratory (ACFEL), Engineer Research and Development Laboratories (ERDL), og Waterways Experiment Station (WES). SIPRE og ACFEL var forløbere for Cold Regions Research and Engineering Laboratory (CRREL).
I 1955 havde USAF forberedt en landingsbane af sammenpresset sne i nærheden af Site II. I Maj 1957 ankom en  gruppe af en officer og 27 menige ankom og begyndte at opsætte en lejr for at støtte opførelsen af Lejren Fistclench. Tunge leverancer blev leveret over isen i konvojer af bæltekøretøjer. Ingeniører har boret en tunnel gennem isen. Den største af fem tunneller var 600 meter lang. Den indeholdt beboelse og arbejdsområder. Den var 20 meter bred og 8 meter høj. Præfabrikerede bygningsmoduler blev installeret inde i tunnelerne. Bølgestålplader blev som buer brugt til loft og sneen blev blæst ind over tunnelerne for at danne tag. Jamesway hytter blev brugt som ekstra læ både over og under isen. Der var to dieselgeneratorer. Fistclench blev ikke anvendt til overvintring, men havde en bemanding sommeren over. Den store mængde af brændstof, der er nødvendig for at drive Fistclench ledte til  valget om at bruge en atomreaktor ved Camp Century. Opførelsen begyndte i 1959, og lejren Fistclench blev opgivet, efter at have tjent som en prototype for de større lejre.

I 1957 kom der en gruppe af forskere til lejren Fistclench for at observere en solpletaktivitet som en del af det Internationale Geofysiske År.

## Yderligere læsning
- Daugherty, Charles Michael (1963). City Under the Ice: The Story of Camp Century. Macmillan.
- Wager, Walter (1962). Camp Century: City under the Ice. Philadelphia and New York: Chilton Books.

76°10′N 55°21′V / 76.167°N 55.350°V